# 三井鉱山内川炭鉱軌道
三井鉱山内川炭鉱軌道（みついこうざんないかわたんこうきどう）とは、かつて樺太敷香郡敷香町の敷香駅から同郡内路村の内川駅の間を結んでいた私鉄である。

## 路線

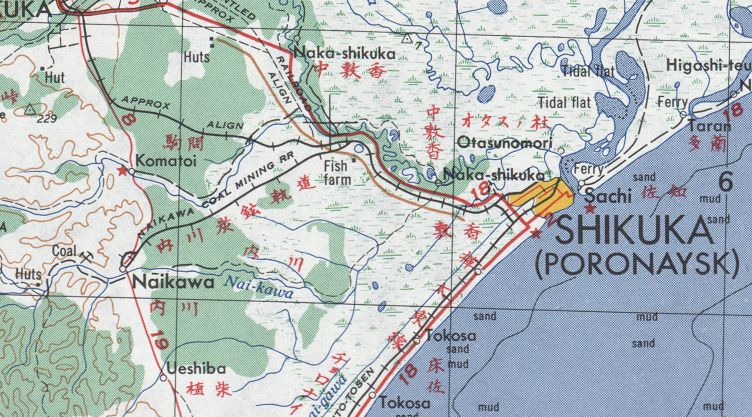
1947年時点の地図

- 路線距離：敷香駅 - 内川駅間：16.3km
- 軌間：762mm（ソ連編入後に750mmに改軌）
- 電化区間：なし（全線非電化）

## 沿革
- 1928年：建設開始。
- 1929年7月：三井鉱山により内川炭鉱開山[1]。
- 1934年：敷香駅 - 内川駅間が開業[2]。
- 1936年7月：旅客営業開始[3]。
- 1945年8月：ソ連軍が南樺太へ侵攻、占領し、駅も含め全線がソ連軍に接収される。

- 1995年：チフメネヴォ炭鉱閉山に伴い廃止。

## 駅一覧
| 駅名     | 営業キロ | 接続路線 | 所在地 | 所在地 | 所在地 |
| -------- | -------- | -------- | ------ | ------ | ------ |
| 敷香駅   | 0.0      |          | 樺太   | 敷香郡 | 敷香町 |
| 中敷香駅 | 8.1      |          | 樺太   | 敷香郡 | 敷香町 |
| 内川駅   | 16.3     |          | 樺太   | 敷香郡 | 内路村 |

敷香駅および中敷香駅はそれぞれ単独駅であり、鉄道省樺太東線とは接続を行っていなかった。